# ライトラグ
「ライトラグ」（英語: LIGHT LAG）は、DECO*27の楽曲。彼の1枚目のシングルとして2011年7月27日にU/M/A/Aから発売された。このリリースに先行して、とぴ歌唱による同名の表題曲「ライトラグ」が同年6月29日にYouTube、同年7月1日にニコニコ動画へと投稿されている。

## 概要
3rdアルバムからの先行リリースとしてシングルカットされた、DECO*27にとって1作目となるシングル。
全曲の作詞・作曲・編曲をDECO*27が手掛けており、ゲストVocalとしてとぴを起用するほか、ゲストプレイヤーとしてギターに永友聖也（キャプテンストライダム）、ベースに足土貴英（sacra）、ドラムに梶山剛（ex. スパルタローカルズ）を迎えている。また、本作よりイラストレーターに坂本ヒメミを起用している。デザインは、ANSWR inc.が担当。
カップリング曲の「砂時計」は、元々DECO*27がニコニコ動画でボーカルに初音ミクを用いて発表していた曲で、この曲をとぴがカバーしたものをDECO*27が聴いた事がきっかけで、DECO*27の作品にとぴが参加するようになったという経緯がある。初回版と通常版があり、初回版はDVDが付属、通常版はボーナストラックとして「ペダルハート」と八王子Pによる同曲のリミックスが収録されている。

## 収録曲
（全作詞・作曲・編曲：DECO*27）

### 初回生産限定盤
（時間：13分20秒、規格品番：XECJ-9013、CD+DVD、スリーブケース仕様）
CD
1. ライトラグ [3:30]
2. 砂時計 [3:13]
3. ライトラグ -Instrumental- [3:13]
4. 砂時計 -Instrumental- [3:08]

DVD
1. ライトラグ -Music Video-
Directed by ANSWR inc.
2. ペダルハート -Music Video-
Directed by 甘党トリオ

### 通常盤
（時間：21分40秒、規格品番：XECJ-1013、CDのみ2曲ボーナストラック収録）
CD
1. ライトラグ [3:30]
2. 砂時計 [3:13]
3. ペダルハート [3:13]
4. ライトラグ -Instrumental- [3:13]
5. 砂時計 -Instrumental- [3:10]
6. ペダルハート (8#Prince Sakurart Remix) [4:26]
八王子Pによるリミックス

## 参加ミュージシャン
- とぴ：Vocal (ライトラグ、砂時計、ペダルハート)
- 永友聖也（キャプテンストライダム）：Guitar (ライトラグ、砂時計)
- 足土貴英（sacra）：Bass (ライトラグ、砂時計)
- 梶山剛（ex. スパルタローカルズ）：Drums (ライトラグ、砂時計)